# ميني (مجلة)
مجلة ميني هي مجلة إماراتية شهرية مترجمة. تصدر عن دار الفطيم يونيفرسال بترخيص من شركة الإنشاءات والتجارة المرخصة من شركة والت ديزني. صدر العدد الأول عام 1998م وهي متخصصة في قصص ميني صديقة ميكي ماوس.
تنشر المجلة قصصاً موجهة إلى البنات وتعتمد على قصص الكرتون، حيث أن عدد صفحاتها يصل إلى 60 صفحة من بين 76 صفحة ملونة. لا توجد إشارة إلى أي رسام أو مؤلف أسوة ببقية مطبوعات والت ديزني. لا تعتمد المجلة على الإعلانات والإعلانات المنشورة تخص المجلات الأخرى المأخوذة عن مطبوعات والت ديزني.
عنوان المجلة: ص.ب 15000، دبي. شعارها: مرح أكثر، «ضحك متواصل، تسلية لا تضاهى». قطعها: 28×22 سم. سعر المجلة في الإمارات 12 درهماً.

## الأبواب
- من أذناه الأكبر
- ميني أم الأرنب
- أسهل بيتزا في أقصر وقت
- حقق الرقم القياسي
- سر الأوراق المفقودة
- توقفي عن النسيان

## الشخصيات
- ميني
- ميكي
- الأرنب باغز باني